# Palponima notata
Palponima notata är en fjärilsart som beskrevs av W. Warren 1913. Palponima notata ingår i släktet Palponima och familjen nattflyn. Inga underarter finns listade i Catalogue of Life.